# Římskokatolická farnost Sulíkov
Římskokatolická farnost Sulíkov je územní společenství římských katolíků s farním kostelem svaté Maří Magdalény. Farnost je součástí boskovického děkanství v rámci brněnské diecéze. Do farnosti patří kromě Sulíkova také Makov, Petrov, Rozseč nad Kunštátem a Rozsíčka.

## Historie farnosti
První písemná zmínka o obci pochází z roku 1374, kdy náležela kunštátskému panství. Kostel je poprvé zmiňován roku 1786, podle použitého stavebního materiálu je však mnohem starší, snad až ze třináctého století.

## Duchovní správci
Farnost je spravována excurrendo z farnosti Křetín. Administrátorem excurrendo byl od srpna 1995 do července 2014 R. D. Mgr. Zdeněk Veith. Od 1. srpna 2014 byl administrátorem excurrendo ustanoven R. D. Mgr. Michal Polenda.

## Bohoslužby
| Kostel                             | Místo                | Bohoslužba (den)    | Hodina                   | Poznámka     |
| ---------------------------------- | -------------------- | ------------------- | ------------------------ | ------------ |
| kostel svaté Maří Magdalény        | Sulíkov              | neděle středa pátek | 9.30 15.45               | farní kostel |
| kaple Nejsvětější Trojice          | Makov                | úterý               | 15.30 (bohoslužba slova) | kaple        |
| kaple svatého Antonína Paduánského | Rozseč nad Kunštátem | neděle pátek        | 10.30 16.00              | kaple        |

## Kněží pocházející z farnosti
Z farnosti pocházel (z Rozseče nad Kunštátem) P. František Sadílek, děkan třebíčský a později moravskobudějovický, v závěru života farář v Netíně u Velkého Meziříčí. Ze Sulíkova pochází také salesián František Blaha, který byl v letech 2004 až 2010 salesiánským provinciálem (primici měl ve farnosti 4. července 1987), a jeho bratr Jan Blaha (ten svoji primiční mši svatou sloužil v Sulíkově 25. června 2000).

## Aktivity ve farnosti
V Sulíkově a Makově funguje od roku klub Salesiánského hnutí mládeže.
Dnem vzájemných modliteb farností za bohoslovce a bohoslovců za farnosti brněnské diecéze je 22. květen. Adorační den připadá na 7. ledna.
Ve farnosti se pravidelně koná tříkrálová sbírka. V roce 2015 se při ní vybralo v Sulíkově 7 582 korun, v Makově 2700 korun, v Rozseči 18 450 korun, v Rozsíčce 4 968 korun a v Petrově 3 150 korun.